# Parkstaden, Kristianstad

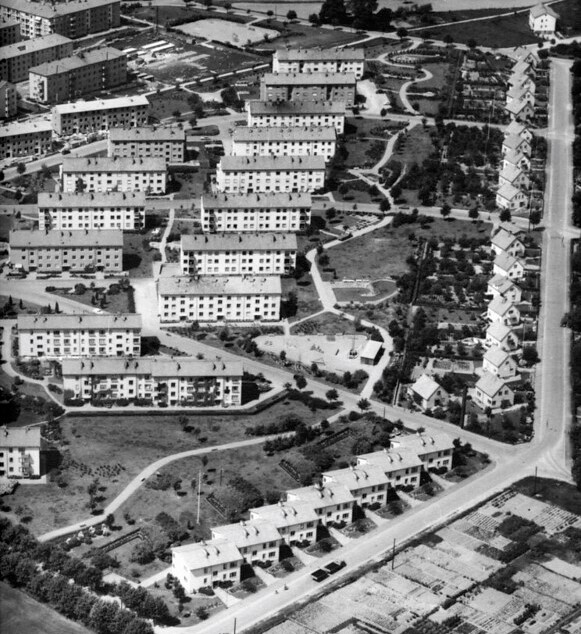
Parkstaden Flygfoto från 1955. Foto Kristianstad stad. Parken med lekplats och plaskdamm till höger om husen.

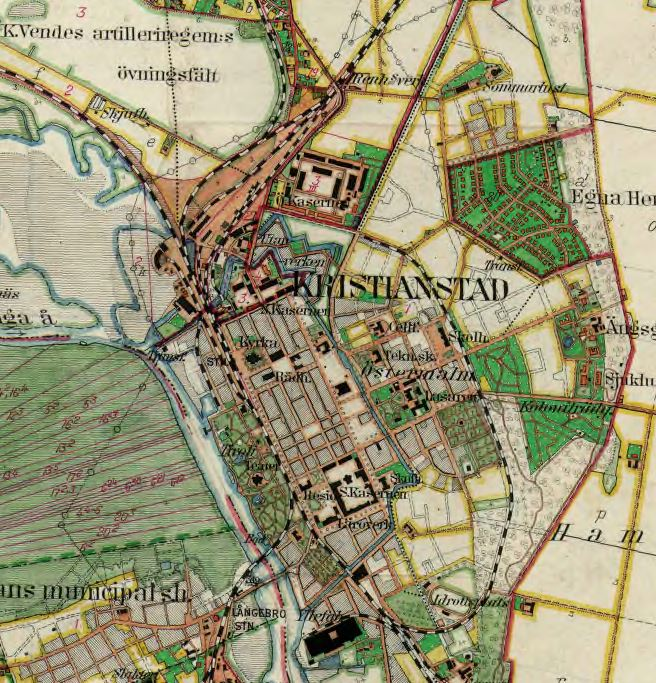
Häradsekonomiska kartan 1926–1934. Ytan där Parkstaden byggdes är tom på bebyggelse sydväst om Egna Hem.

Parkstaden är ett bostadsområde med flerfamiljshus i Kristianstad som byggdes åren 1942–1952.  
Parkstaden ligger på östra sidan av Snapphanevägen. Området byggdes efter Egnahem. När bostadsområdet byggdes fanns inte Snapphanevägen utan här fanns ett järnvägsspår som hade använts då Östra Kasern byggdes, senare låg bara banvallen kvar då spåret hade tagits bort. Området ligger inom gångavstånd till centrum. Affärer fanns  vid Götgatan alldeles intill Snapphanevägen. I ett hus söder om gatan fanns Evert Ljungbergs livs och en damfrisering. Ljungbergs var första snabbköpsaffären i Kristianstad där kunderna tog sina egna varor i butiken. Affären öppnade 1952. I samma hus i källaren fanns en cykelhandlare som sålde Wici cyklar. En tid fanns även en skomakare i källaren. Där Ljungbergs livs låg blev det senare Biljarden på 1970-talet. I huset mittemot norr om gatan var det en Konsumbutik och lite länge in i nästa hus, söder om gatan låg posten och en tobaksaffär. På gaveln mot söder i samma hus fanns en liten blomsteraffär. Konsumbutiken fanns kvar till 2003 då den lades ned av arbetsmiljöskäl.
Ett av stadens största strövområden, stadsparken Björket, finns i närheten men bortom Egnahem. Inom området finns ett viktigt parkstråk  som går i kanten parallellt med Lyckans väg och vidgas i norra delen av bostadsområdet. Inom parken fanns en större lekplats och en plaskdamm för barnen. Under somrarna på 1950-talet fanns en parklek med anställd personal på lekplatsen. Där fanns också en kälkbacke. Plaskdammen fick förfalla och blev torrlagd 2002 då pengar till underhåll uteblev. Plaskdammen blev sedan hundrastgård och parkleken är avskaffad men lekplatsen finns kvar. Hundrastgården har sedan även den tagits bort.
Parkstaden ligger på ett område som tidigare var strandängar vid Nosabyviken av Hammarsjön inte på den gamla sjöbotten. Bebyggelsen i parkstaden består av 3 vånings huslängor (lamellhus) utlagda i park i en renodlad funktionalistisk plan. Inne i Kristianstad centrum har 40–70 % av ytan bebyggts medan Östermalm har 10–40 % bebyggd yta. Parkstaden har bara 10–20 % bebyggd yta. Resultatet har blivit att Centrum har för mörka gårdar medan Östermalm och Parkstaden klarar ljusinsläppet bättre. Området byggdes i blygsam skala och bestod av lite mindre än 20 flerbostadshus. Riksbyggen var verksamma då området skapades. En av Riksbyggens bostadsrättsföreningar i Parkstaden heter Kristianstadshus nr 1 med 63 lägenheter. Föreningen bildades år 1944, medan  BRF Kristianstadshus nr 2 med 54 lägenheter bildades år 1946. Området hade omkring 300 lägenheter av olika storleker. 